# Körbermeer
Het Körbermeer (Duits Körbersee) is een klein bergmeer (5 ha) in Oostenrijk in de deelstaat Vorarlberg bij de gemeente Schröcken.  